# باربارا رونکی
باربارا رونکی (ایتالیایی: Barbara Ronchi؛ زادهٔ ۲۲ ژوئن ۱۹۸۲) بازیگر اهل ایتالیا است. وی دانش‌آموختهٔ رشتهٔ بازیگری در آکادمی ملی هنرهای نمایشی سیلویو دامیکو است و پیش از آن تاریخ و باستان‌شناسی خوانده بود. او در سال ۲۰۲۲ برندهٔ جایزه دیوید دی دوناتلو بهترین بازیگر زن شد و در همان سال روبان نقره‌ای بهترین بازیگر زن برای بازی در ربوده‌شده گرفت.
از فیلم‌ها یا برنامه‌های تلویزیونی که وی در آن نقش داشته است، می‌توان به عسل، بورجا، پدر ما، رؤیاهای شیرین و ربوده‌شده اشاره کرد.